# Élection législative de 1968 à Wallis-et-Futuna
Les élections législatives françaises de 1968 se déroulent le 23 juin 1968. Dans le territoire de Wallis-et-Futuna, un député sont à élire dans le cadre d'un circonscription.

## Élus
| Circonscription        | Député sortant | Parti | Parti | Député élu ou réélu | Parti | Parti |
| ---------------------- | -------------- | ----- | ----- | ------------------- | ----- | ----- |
| Circonscription unique | Benjamin Brial |       | UDR   | Benjamin Brial      |       | UDR   |

## Résultats

### Résultats à l'échelle du territoire
|                | Union pour la défense de la République | 1 863 | 55,25  | 1 |  |  |
|                | Divers droite                          | 1 509 | 44,75  | 0 |  |  |
|                | Union des républicains de progrès      | 3 372 | 100,00 | 1 |  |  |
|                |                                        |       |        |   |  |  |
| Inscrits       | Inscrits                               | 3 650 | 100,00 | 1 |  |  |
| Abstentions    | Abstentions                            | 264   | 7,23   |   |  |  |
| Votants        | Votants                                | 3 386 | 92,77  |   |  |  |
| Blancs et nuls | Blancs et nuls                         | 14    | 0,41   |   |  |  |
| Exprimés       | Exprimés                               | 3 372 | 99,59  |   |  |  |

### Résultats par circonscription
| | Benjamin Brial sortant réélu | UDR (URP)      | 1 863 | 55,25  |  |  |  |
| | Hervé Loste                  | Divers droite  | 1 509 | 44,75  |  |  |  |
| |                              |                |       |        |  |  |  |
| Inscrits | Inscrits                     | Inscrits       | 3 650 | 100,00 |  |  |  |
| Abstentions | Abstentions                  | Abstentions    | 264   | 7,23   |  |  |  |
| Votants | Votants                      | Votants        | 3 386 | 92,77  |  |  |  |
| Blancs et nuls | Blancs et nuls               | Blancs et nuls | 14    | 0,41   |  |  |  |
| Exprimés | Exprimés                     | Exprimés       | 3 372 | 99,59  |  |  |  |
| Source : France, Ministère de l'intérieur. Les Elections législatives . Métropole., la Documentation française, 1974 (lire en ligne) |                              |                |       |        |  |  |  |